# Садунайте, Нийоле
Нийоле Садунайте (лит. Felicija Nijolė Sadūnaitė, 22 июля 1938, Дотнува — 31 марта 2024, Вильнюс) — литовская католическая монахиня-подпольщица советского периода, сотрудничавшая с самиздатовским изданием Летопись Католической церкви в Литве. В 1975 году ей угрожало три года заключения за её деятельность. Она отсидела в Мордовии, а потом в Богучанах, столкнувшись с пытками. О своём опыте она написала книгу «Сияние в ГУЛАГе» (1987). Садунайте — первая женщина, получившая «Литовскую премию свободы».

## Биография
Нийоле Садунайте родилась 22 июля 1938 года в городе Каунас Литовской Республики.
В 1955 году окончила Аникщяйскую среднюю школу имени Йонаса Билюнаса. В 1956 году стала членом Конгрегации Служительниц Непорочного зачатия Девы Марии. Не желая отказываться от религиозной практики, работала секретарём, печатницей, работницей на фабрике, штамповальщицей в вычислительном центре.
Была арестована в 1974 году. В 1975 году Верховный суд Литовской ССР осудил Н. Садунайте на 3 года лишения свободы и 3 года ссылки за воспроизведение и распространение Летописи Католической церкви в Литве. В 1980 году, вернувшись в Литву, она снова присоединилась к изданию Летописи: собирала новости, передавала их редактору, редактировала, перевозила в Москву, откуда они поступали на запад. Из-за преследования КГБ монахиня постоянно скрывалась, её несколько раз арестовывали и допрашивали.
23 августа 1987 года вместе с Антанасом Терлецким, Витаутасом Богушисом и Петрасом Цидзикасом она организовала митинг у памятника Адаму Мицкевичу в Вильнюсе в память о подписании пакта Молотова — Риббентропа. Митинг ознаменовался публичным исполнением национального гимна Литвы.
С 1988 года Садунайте — член Литовской Хельсинкской группы. Опубликовала книги о методах КГБ и борьбу за права верующих в Литве. 30 мая 1988 года участвовала во встрече президента США Рональда Рейгана с советскими диссидентами в резиденция посла США в СССР.
Садунайте умерла 31 марта 2024 года, в возрасте 85 лет.

## Награды
- Великий командор ордена Креста Витиса (21 августа 1998 года)[11].
- Медаль Независимости Литвы (1 июля 2000 года)[12].
- Медаль Памяти 13 января (10 июня 1992 года)[13].
- Памятный знак за личный вклад в развитие трансатлантических отношений Литвы и по случаю приглашения Литовской Республики в НАТО (12 февраля 2003 года)[14].
- Медаль Балтийской ассамблеи (15 ноября 2011 года)[15].
- В 2018 году Садунайте получила «Литовскую премию свободы»[16]. Она стала первой женщиной в истории, получившей эту награду.